# Stygia hades
Stygia hades is een vlinder uit de familie houtboorders (Cossidae). De wetenschappelijke naam is voor het eerst geldig gepubliceerd in 1924 door Le Cerf.
De soort komt voor in Europa.